# Diocesi di Municipa
La diocesi di Municipa (in latino: Dioecesis Municipensis) è una sede soppressa e sede titolare della Chiesa cattolica.

## Storia
Municipa, nell'odierna Algeria, è un'antica sede episcopale della provincia romana di Numidia.
Unico vescovo conosciuto di Municipa è Vittore, il cui nome appare al 56º posto nella lista dei vescovi della Numidia convocati a Cartagine dal re vandalo Unerico nel 484; Vittore, come tutti gli altri vescovi cattolici africani, fu condannato all'esilio.
Dal 1933 Municipa è annoverata tra le sedi vescovili titolari della Chiesa cattolica; dall'8 dicembre 2017 vescovo titolare è Vladimír Fekete, S.D.B., prefetto apostolico dell'Azerbaigian.

## Cronotassi

### Vescovi residenti
- Vittore † (menzionato nel 484)

### Vescovi titolari
- Cirilo Polidoro Van Vlierberghe, O.F.M. † (27 giugno 1966 - 17 novembre 1977 dimesso)
- George Otto Wirz † (10 dicembre 1977 - 23 novembre 2010 deceduto)
- Léon Lemmens † (22 febbraio 2011 - 2 giugno 2017 deceduto)
- Vladimír Fekete, S.D.B., dall'8 dicembre 2017